# フリコドセラス
フリコドセラス（学名：Phricodoceras）は、アンモナイト亜綱に属する絶滅した頭足綱の属。

## 概要
オーストリア、カナダ、ハンガリー、モロッコ、トルコ、イギリスから発見された。